# Kriechbaumerella destructor
Kriechbaumerella destructor is een vliesvleugelig insect uit de familie bronswespen (Chalcididae). De wetenschappelijke naam is voor het eerst geldig gepubliceerd in 1922 door Waterston.